# Zombies
Zombies é um filme DCOM de fantasia musical de zombies que estreou no Disney Channel a 16 de fevereiro de 2018. Trata-se do piloto nunca exibido Zombies & Cheerleaders de David Light e Joseph Raso. É protagonizado por Milo Manheim e Meg Donnelly, que interpretam o jogador de futebol zombie Zed e a cheerleader Addison que se conhecem e apaixonam-se, fazendo com que os seus respectivos grupos tenham que coexistir uns com os outros.
Zombies foi bem sucedido após a sua estreia no Disney Channel, recebendo mais de dois milhões e meio de visualizações durante o mês da sua estreia em fevereiro de 2018. Recebeu várias críticas ambas positivas e negativas, com elogios direcionados às mensagens e músicas positivas e más críticas acerca da previsibilidade do enredo. A franquia que surgiu do filme resultou no lançamento de uma sequela, intitulada de Zombies 2, que estreou no Disney Channel a 14 de fevereiro de 2020. Um terceiro filme, Zombies 3, foi lançado no Disney+ a 15 de julho de 2022, antes de estrear no Disney Channel a 12 de agosto de 2022.

## Sinopse
Há 50 anos atrás um acidente transformou alguns habitantes da conceituada cidade de Seabrook em zombies. Alguns anos depois, o governo criou um dispositivo que impede os zombies de desejarem cérebros. Agora, a Secundária Seabrook, uma escola focada em uniformidade, tradições e comícios, enfrenta a integração de alunos com miúdos de Zombietown. Zed, que é um zombie, deseja entrar para a equipa de futebol americano e Addison, que é humana, espera conseguir entrar na equipa de claque. À medida que os alunos humanos e zombies lutam para coexistir, uma paixão entre a cheerleader e o zombie pode unir a secundária e a comunidade para sempre.

## Elenco
- Milo Manheim como Zed Necrodopolis, um zombie que deseja entrar numa equipa de futebol.
- Meg Donnelly como Addison Wells, uma adolescente parte da equipa de claque que usa uma peruca loira para esconder o seu cabelo branco natural.
- Trevor Tordjman como Bucky Buchanan, o primo egocêntrico de Addison que lidera a equipa de claque da Secundária Seabrook.
- Kylee Russell como Eliza Zambie, uma zombie que é amiga de Zed.
- Carla Jeffery como Bree, uma aspirante a animadora de claque que se torna na melhor amiga de Addison.
- Kingston Foster como Zoey, a irmã mais nova de Zed que quer ter um cão, apesar de ser proibído os zombies terem animais de estimação.
- James Godfrey como Bonzo, um zombie que é amigo de Zed e fala principalmente linguagem zombie que tem de ser traduzida por Zed e/ou Eliza.
- Naomi Snieckus como Sra. Lee, a diretora da Secundária Seabrook.
- Jonathan Langdon como Treinador, o treinador da equipa de futebol da Secundária Seabrook.
- Paul Hopkins como Dale Wells, o pai de Addison, que é o Chefe da Patrulha de Zombies.
- Marie Ward como Missy Wells, a mãe de Addison e a presidente de Seabrook.
- Tony Nappo como Zevon Necrodopolis, o pai de Zed e Zoey.
- Emilia McCarthy como Lacey, uma animadora de claque amiga de Bucky e membro dos Aceys.
- Mickeey Nguyen como Tracey, um animador de claque amigo de Bucky e membro dos Aceys.
- Jasmine Renee Thomas como Stacey, uma animadora de claque amiga de Bucky e membro dos Aceys.

### Dobragem portuguesa
O elenco de dobragem é constituído por:
- Alexandre Carvalho dá voz a Zed
- Joana Castro dá voz a Addison
- Romeu Vala dá voz a Bucky
- Mara Prates dá voz a Eliza
- Erica Rodrigues dá voz a Bree
- Ana Rita Monteiro dá voz a Zoey
- Gonçalo Carvalho dá voz a Bonzo
- Rita Tristão dá voz a Diretora Lee
- Ricardo Monteiro dá voz a Treinador
- Luís Lobão dá voz a Dale
- Maria João Miguel dá voz a Missy
- Carlos Macedo dá voz a Zevon
- Bárbara Lourenço dá voz a Lacey
- André Raimundo dá voz a Tracey
- Inês Pereira dá voz a Stacey

Dobrado no estúdio PTSDI Media. José Nobre e Ana Vieira dão voz a personagens adicionais. A direção de dobragem e a adaptação de diálogos está a cargo de Helena Montez, enquanto que Marina Tavares é a tradutora de diálogos.

## Produção

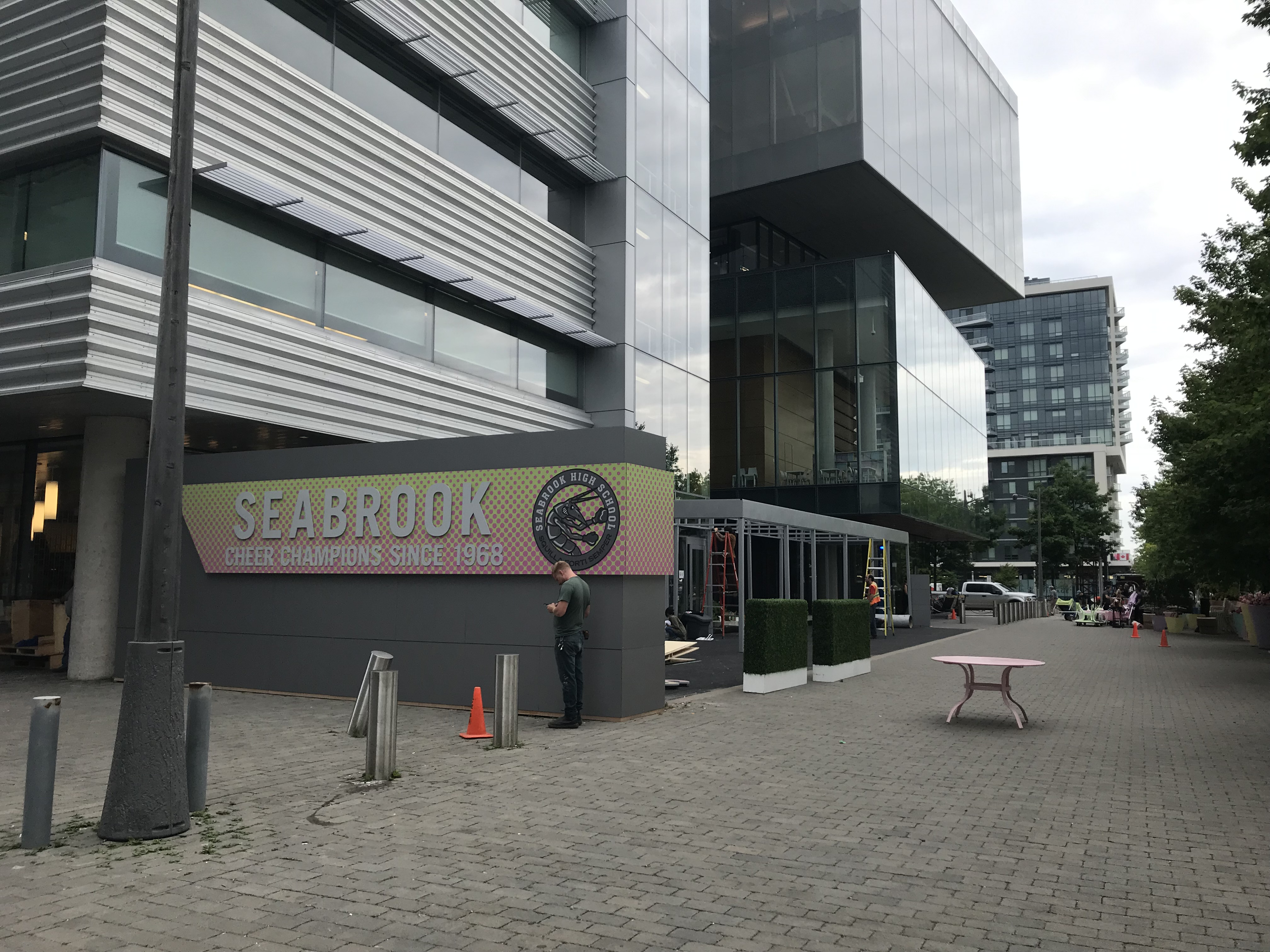
Local de gravações da Secundária de Seabrook em Toronto, Ontário

A produção do filme começou em maio de 2017. Paul Hoen (diretor de muitos outros DCOMs) é o diretor de "Zombies", sendo também o produtor executivo, ao lado de Effie Brown. Jeffrey Hornaday coreografou o filme em conjunto de Christopher Scott após trabalharem como uma dupla em Teen Beach Movie. A história é escrita por David Light e Joseph Raso, que também são co-produtores. O filme foi gravado em Toronto durante 10 semanas.
Os primeiros atores confirmados foram Milo Manheim, Meg Donnelly, Kylee Russell, Trevor Tordjman (da série The Next Step) e Carla Jeffery.

## Banda sonora
Zombies (Original TV Movie Soundtrack) é a banda sonora oficial do filme lançada a 16 de fevereiro de 2018, de forma a coincidir com a estreia do filme. O álbum apresenta músicas originais com a performance dos atores do filme Milo Manheim, Meg Donnelly, Kylee Russell e Trevor Tordjman. O single do filme "Bamm" foi lançado a 20 de outubro de 2017.
| N.º            | Título                      | Artista(s)                                 | Duração |  |
| 1.             | "My Year"                   | Elenco de Zombies                          | 3:29    |  |
| 2.             | "Fired Up"                  | Elenco de Zombies                          | 3:32    |  |
| 3.             | "Someday"                   | Milo Manheim e Meg Donnelly                | 3:03    |  |
| 4.             | "Bamm"                      | Milo Manheim, Meg Donnelly e Kylee Russell | 3:06    |  |
| 5.             | "Someday (Ballad)"          | Milo Manheim e Meg Donnelly                | 3:32    |  |
| 6.             | "Stand"                     | Meg Donnelly e Trevor Tordjman             | 3:43    |  |
| 7.             | "Fired Up (Competition)"    | Elenco de Zombies                          | 2:53    |  |
| 8.             | "Bamm (Zombie Block Party)" | Elenco de Zombies                          | 1:17    |  |
| 9.             | "Our Year"                  | Elenco de Zombies                          | 0:58    |  |
| 10.            | "Pep Rally"                 | Elenco de Zombies                          | 1:46    |  |
| Duração total: | Duração total:              | Duração total:                             | 27:19   |  |

## Sequelas
Em fevereiro de 2019, foi anunciado que uma sequela de Zombies iria ser produzida com o regresso dos protagonistas, do diretor e dos escritores do primeiro filme com filmagens na primavera de 2019. A produção da sequela começou em maio de 2019, juntando-se ao elenco Pearce Joza, Chandler Kinney e Ariel Martin. Zombies 2 estreou a 14 de fevereiro de 2020. Um terceiro filme, intitulado de Zombies 3, foi anunciado a 22 de março de 2021, e foi filmado em Toronto na primavera. Em maio de 2022, foi anunciado que o filme iria ser lançado a 15 de julho de 2022 no Disney+ como um filme original da plataforma, estreando mais tarde no Disney Channel a 12 de agosto.